# Ruth Winch
Ruth Winch (n. 25 august 1870, Ryde, Anglia, Regatul Unit al Marii Britanii și Irlandei – d. 9 ianuarie 1952, Ynys Môn, Țara Galilor, Regatul Unit) a fost o jucătoare de tenis britanică, medaliată olimpică. A participat la o ediție a Jocurilor Olimpice (1908) în care a câștigat o medalie de bronz.

## Participări
Lista de mai jos prezintă principalele competiții la care a participat Ruth Winch de-a lungul carierei.
- tennis at the 1908 Summer Olympics – women's singles[*]